# Freiwild – Tatort Universität
Freiwild – Tatort Universität (orig. The Hunting Ground) ist ein US-amerikanischer Dokumentarfilm von Kirby Dick aus dem Jahr 2015.

## Inhalt
Der Film thematisiert sexuelle Gewalt in US-amerikanischen Hochschulen auf der Basis von zwei nicht repräsentativen Befragungen unter Studenten an zwei staatlichen Universitäten im Jahr 2007. Demzufolge erlitte jede fünfte Studentin während ihrer Studienzeit eine Vergewaltigung oder einen Vergewaltigungsversuch. Die benannten Universitäten wiesen die im Film gemachten Vorwürfe zurück. In einer gemeinsamen Stellungnahme warfen 19 Professoren beiderlei Geschlechts der Harvard Law School den Filmemachern vor, ein völlig falsches Bild der Problematik darzustellen.
Im Film werden Interviews mit Studentinnen gezeigt, die von sexuellen Übergriffen bis zu Vergewaltigungen berichten und von Schwierigkeiten diese öffentlich zu machen. Die in den USA renommierte Journalistin Emily Yoffe bezweifelte die Korrektheit der Anschuldigungen, ein namentlich beschuldigter Student wurde weitestgehend freigesprochen und seine Relegation aufgehoben.
Regisseur Kirby Dick löste mit seinem Film eine breite öffentliche Debatte aus.

## Soundtrack
Der Soundtrack enthält zwei von Lady Gaga interpretierte Lieder:
- Til It Happens To You (dt. ‚Bis es dir passiert‘; geschrieben von Lady Gaga und Diane Warren) und
- Swine (‚Schwein‘).[4]

In der Preisverleihsaison 2016 war Til It Happens to You für jeweils einen unter den beiden wichtigsten Preisen des Musik- und des Filmbusiness nominiert:
- für einen Grammy Award in der Kategorie Best Song Written for Visual Media und
- für einen Academy Award („Oscar“) in der Kategorie Best Original Song.

Beide Male musste sich die Pop-Ballade anderen Nominierten geschlagen geben.
Bei den iHeartRadio Music Awards wurde der Song in der Kategorie Best Song From a Movie ausgezeichnet.

## Rezeption
Freiwild – Tatort Universität erhielt ein gutes Presseecho, was sich auch in den Auswertungen US-amerikanischer Aggregatoren widerspiegelt. So erfasst Rotten Tomatoes größtenteils positive Besprechungen und ordnet den Film dementsprechend als „Zertifiziert Frisch“ ein. Laut Metacritic fallen die Bewertungen im Mittel „Grundsätzlich Wohlwollend“ aus.
Des Weiteren wurde der Film bei den folgenden Auszeichnungen berücksichtigt:
Oscarverleihung 2016
- Nominierung in der Kategorie Bester Song für Lady Gaga und Diane Warren für Til It Happens to You

Critics’ Choice Movie Awards Jan. 2016
- Nominierung in der Kategorie Bestes Lied für Til It Happens to You

Grammy Awards 2016
- Nominierung in der Kategorie Bester Song geschrieben für visuelle Medien für Lady Gaga und Diane Warren für Til It Happens to You

Satellite Awards 2015
- Auszeichnung in der Kategorie Bester Filmsong für Til It Happens to You
- Nominierung in der Kategorie Bester Dokumentarfilm[7]